# 17,5 mm

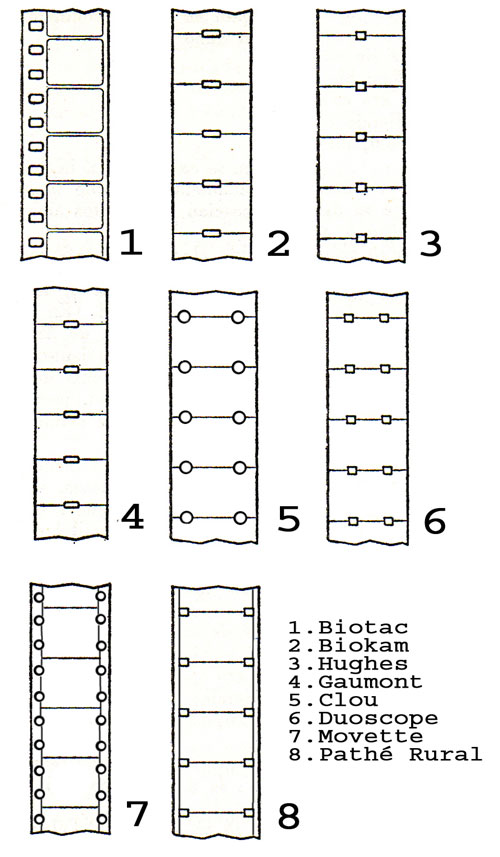
Formatos de película cinematográfica de 17,5 mm.

La película cinematográfica de 17,5 mm de ancho apareció por primera vez en 1898 de la mano de Birt Acres. Este fotógrafo inglés creó una cámara ligera con el fin de ponerla en manos de un extenso público. Desde ese momento fueron varios los formatos que se presentaron en el paso de 17,5 mm. El último de ellos el Pathé Rural, propuesto en 1926. El ancho de 17,5 mm surgió de cortar longitudinalmente la película de 35 mm. Con ello se conseguía un equipo de filmación más ligero y abaratar los costes de la película y su procesado.

## Birt Acres[1]
El 17,5 mm apareció en Reino Unido de la mano del pionero inglés de la cinematografía Birt Acres hacia 1898. De la mano de este fotógrafo se filmaron en 1895 las primeras películas inglesas. Su relación con el cine fue a raíz de que el fabricante Robert W. Paul lo llamara para que le ayudara a fabricar una cámara tomavistas. Este fabricante de instrumentos eléctricos había fabricado el Kinetocopio de Thomas Alva Edison tras cerciorarse de que no estaba patentado en Reino Unido. Birt Acres se dedicó a perfeccionar la captación de imágenes en movimiento y su proyección. Y a finales de 1898, presentó su cámara-proyector a la que llamó "Birtac" de tamaño ligero gracias a emplear una película de ancho reducido. La película tenía dos perforaciones por fotograma en un solo lateral.
La Birtac no tuvo mucho éxito, a diferencia de la Biokam de Alfred Wrench y Alfred Darling que presentaron ese mismo año con una película del mismo ancho, pero con una perforación central. Y al año siguiente también en el Reino Unido, aparece "La Petite" de Hughes, cuya película también tiene una sola perforación central por fotograma.
El paso de 17,5 mm no es más que la evolución lógica desde el estándar propuesto para su Kinetoscopio de Thomas A. Edison. Con el tiempo, las casas fabricantes de película más importantes como la Pathé Frères o la Eastman Kodak desetimaron este ancho. La razón fue el temor de que algún fabricante se dedicara a dividir en dos estocs de película de 35mm, que en aquella época estaban hechas con base de nitrato. Así pues, a principios de la década de los 30, la Pathé Frères propuso el 9,5 mm o el 28mm, y la Eastman Kodak el 16 mm.

## Ernemann
En 1902 en Dresde, el alemán Ernemann A. G. fabrica un aparato cinematográfico llamado "Kino", que como todos los de la época son cámara y proyector a la vez. Este aparato con película de 17,5 mm de perforación central tuvo un cierto éxito y, sucesivas mejoras, lo llevaron hasta Estados Unidos. Y fue allí, en 1905 donde las mejoras de la mano de E J. Rector lo llevaron a fabricar en serie. Fue bautizado como Ikonogaph. También en Alemania, apareció otro aparato cinematográfico para este ancho de la mano de Kretschmar.

## Sinemat
En Estados Unidos aparcieron tres formatos para el 17,5 mm. En 1915, la Sinemat Motion Picture Machine presenta su cámara con película de una sola perforación en un solo lado. En 1917, la Movette Corporation of Rochester presenta un aparato que usa una película con 4 perforaciones, 2 en cada lado. Y en 1918, la Wilart Instrument Co de New Rochelle presenta su aparato llamado Actograph.

## Duoscope
En 1912 en Londres, aparece el aparato llamado Duoscope para película de 17,5 mm que tiene la particularidad de tener dos perofraciones contiguas centrales, entre fotogramas. Y similar formato de película era la que usaba la cámara llamada Clou, que apareció en 1920 en Austria

## Pathé Rural[2]
En Francia, en 1926 la sociedad Pathé Frères presenta el Pathé Rural. La película tenía dos perforaciones, una a cada lado en la línea de separación de fotogramas. Es el formato de 17,5 mm que mayor éxito y difusión tuvo. Se hizo con un cierto aire altruista para difundir película para instruir al pueblo francés. El sistema fue presentado en Inglaterra con éxito. Apareció en 1932 película con banda de sonido óptico, la cual se incorporó a base de eliminar la línea de perforaciones de un lado.